# Lac de Monteynard-Avignonet
Pour les articles homonymes, voir Monteynard (homonymie).
Le lac de Monteynard-Avignonet est une retenue d'eau artificielle sur le Drac, en amont du barrage de Monteynard-Avignonet dans le département de l'Isère, alimentant une centrale hydro-électrique EDF.

## Histoire

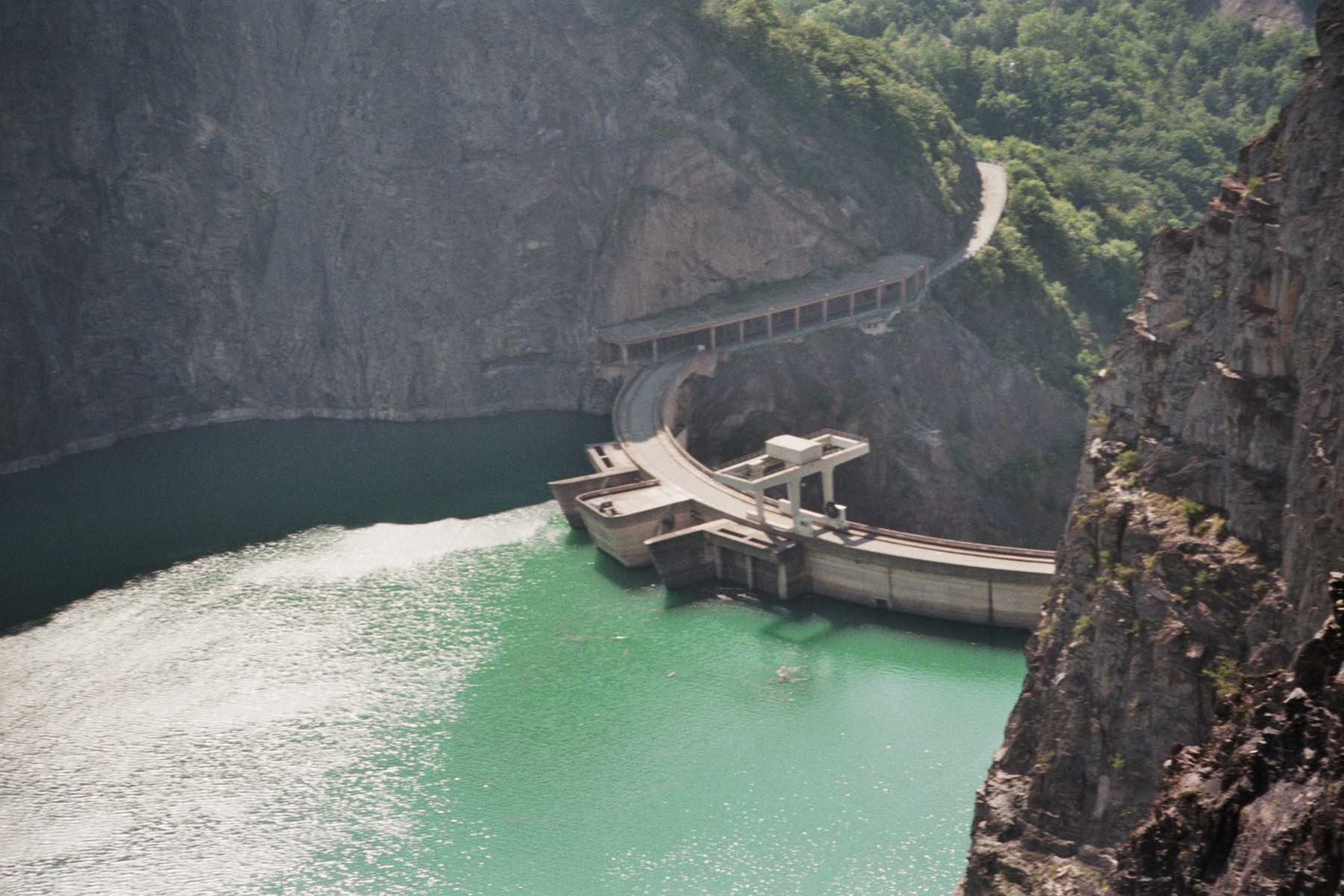
Le barrage de Monteynard-Avignonet vu du train sur le chemin de fer de la Mure à la sortie du tunnel de Brondes

La Société grenobloise de force et lumière a été fondée pour exploiter une chute d'eau issue du lac de Monteynard-Avignonet obtenue via une autorisation par le préfet de l’Isère en date du 24 juillet 1897.
Le syndicat intercommunal du lac de Monteynard-Avignonet, créé à la mise en eau du barrage en 1963, regroupe dix communes riveraines.

## Géographie

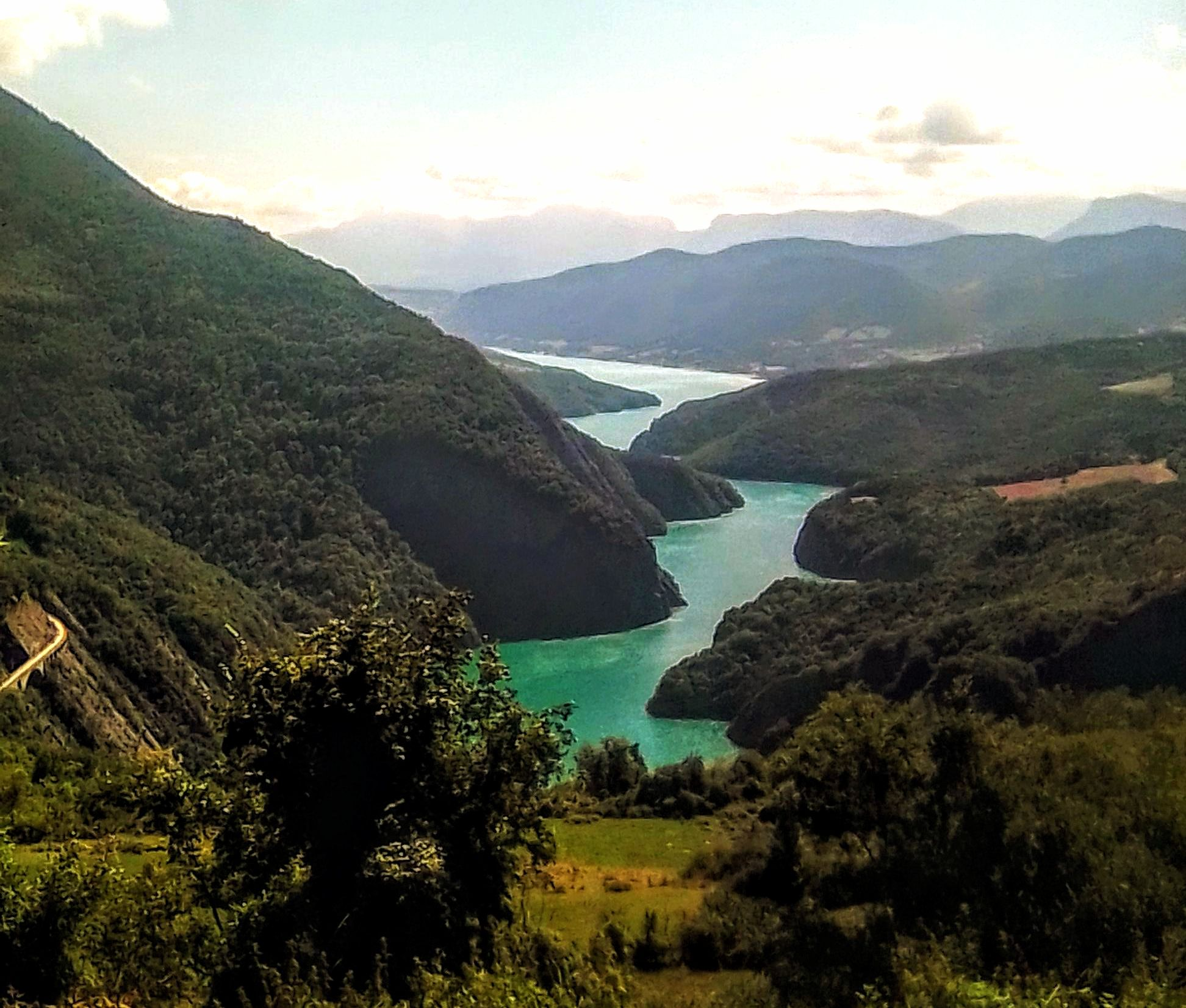
Lac de Monteynard depuis le Nord

Il est situé à environ 500 mètres d'altitude, à 25 kilomètres au sud de Grenoble et à 10 kilomètres à l'ouest de La Mure. Il s'étend sur une dizaine de kilomètres de longueur et a une largeur moyenne de 300 mètres avec une profondeur maximum de 115 mètres. La superficie du lac est de 6,60 km2 (657 hectares). Le lac est délimité par les canyons du Drac et de l'Ébron. Il sépare les vallées du Trièves au sud-ouest et de la Matheysine à l'est. Il est entouré de plateaux, celui de Sinard et l'ouest et la corniche du Drac à l'est.
Sa rive gauche est affectée par deux importants glissements de terrain au niveau de Sinard et au niveau d'Avignonet.
Deux passerelles himalayennes ont été construites afin de permettre de boucler le tour du lac, l'une se trouve sur le Drac, l'autre sur l'Ébron. Le lac est surplombé par le chemin de fer de la Mure.
Ce lac est souvent venté c'est pourquoi il est très apprécié des pratiquants des sports de glisse aquatique. C'est également un site de pêche important, car il possède une grande richesse piscicole (grande variété d'espèces).
Il existe un « SIVOM du Lac de Monteynard - Avignonet », chargé du développement touristique de la zone, et qui regroupe 10 communes riveraines :
- Avignonet
- Cognet
- Marcieu
- Mayres-Savel
- Monteynard
- La Motte-Saint-Martin
- Roissard
- Saint-Arey
- Sinard
- Treffort

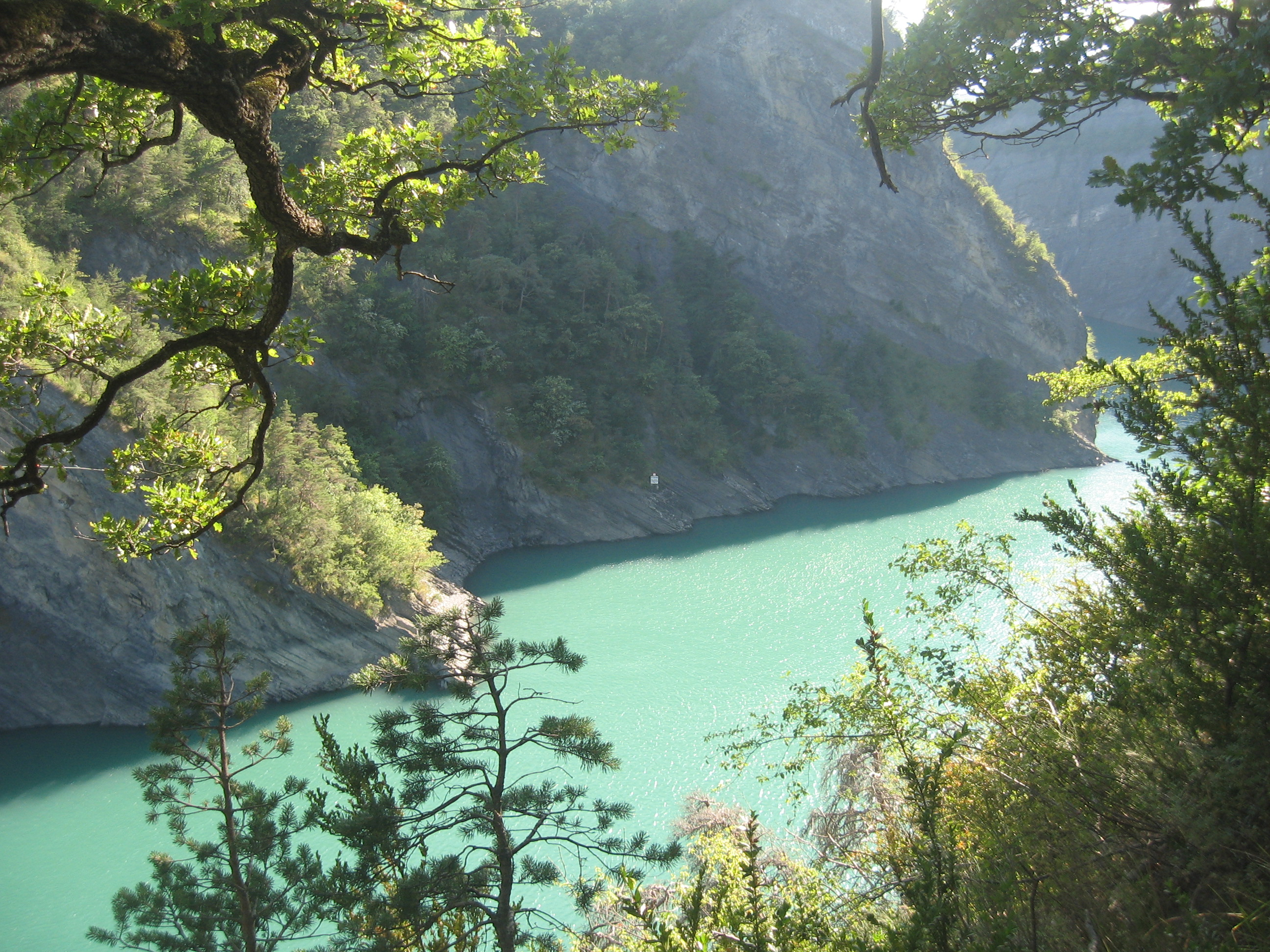
Vue du lac
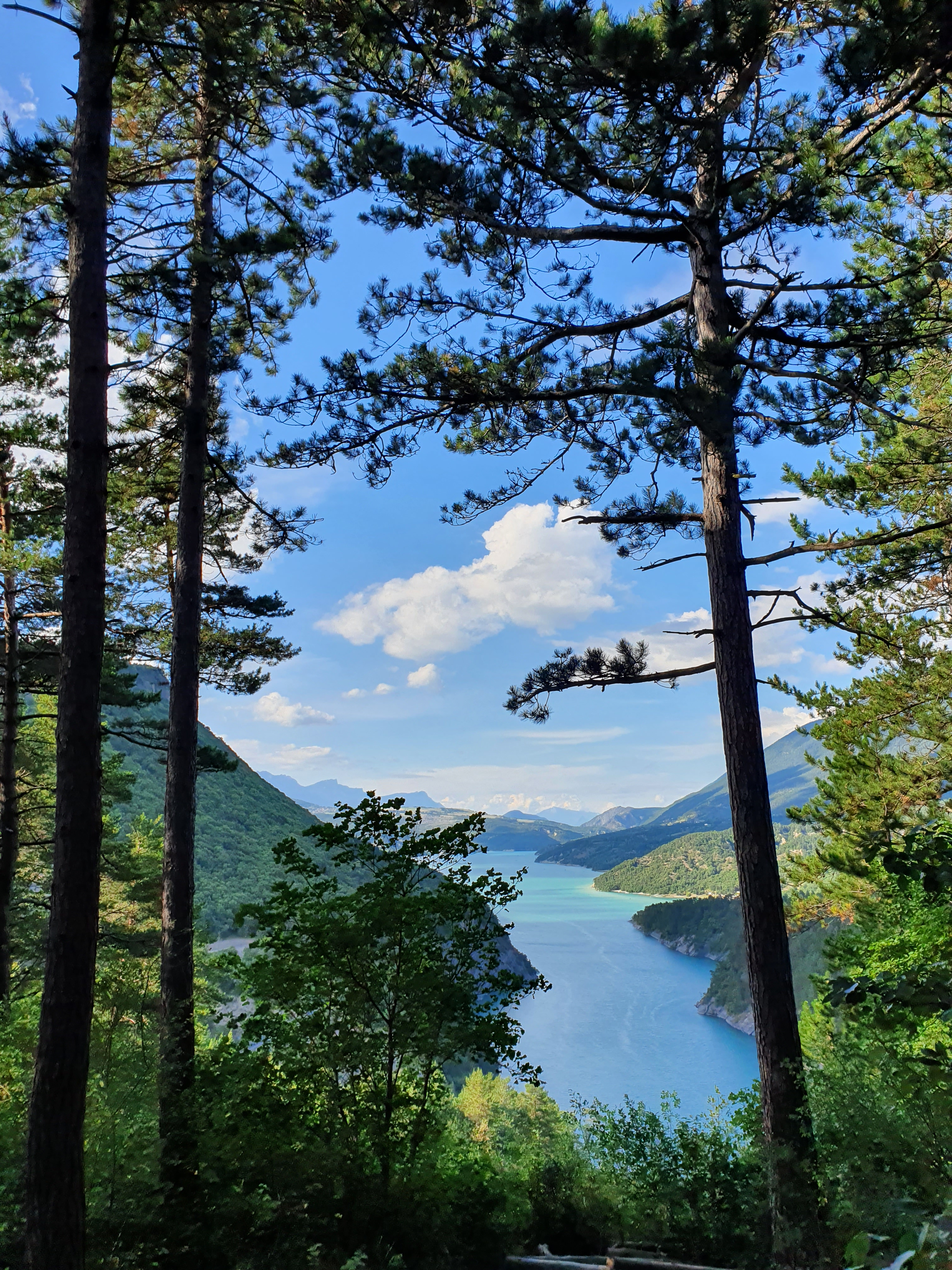
Vue du lac depuis la forêt domaniale d'Ébron
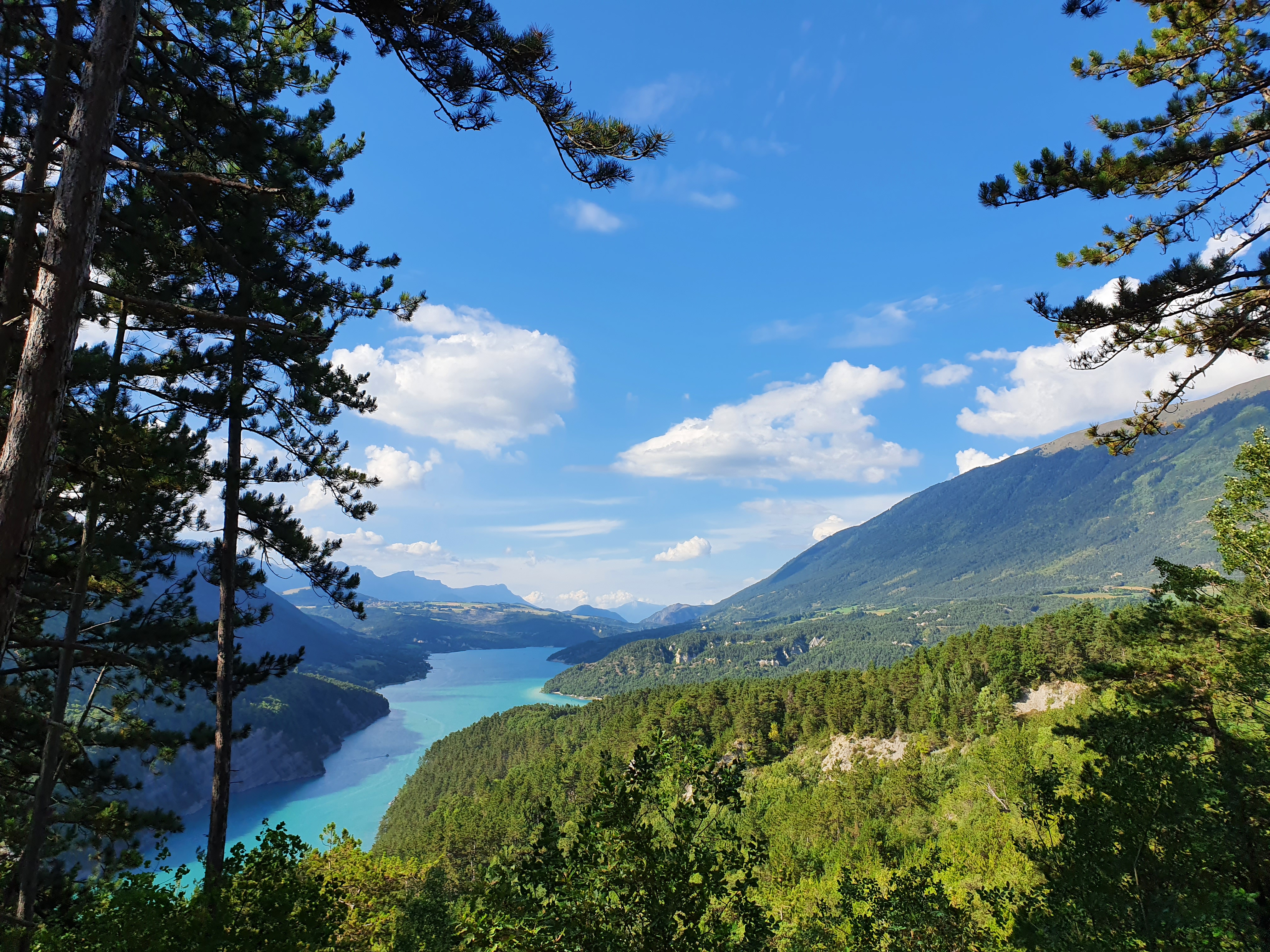
Vue du lac depuis la forêt domaniale d'Ébron
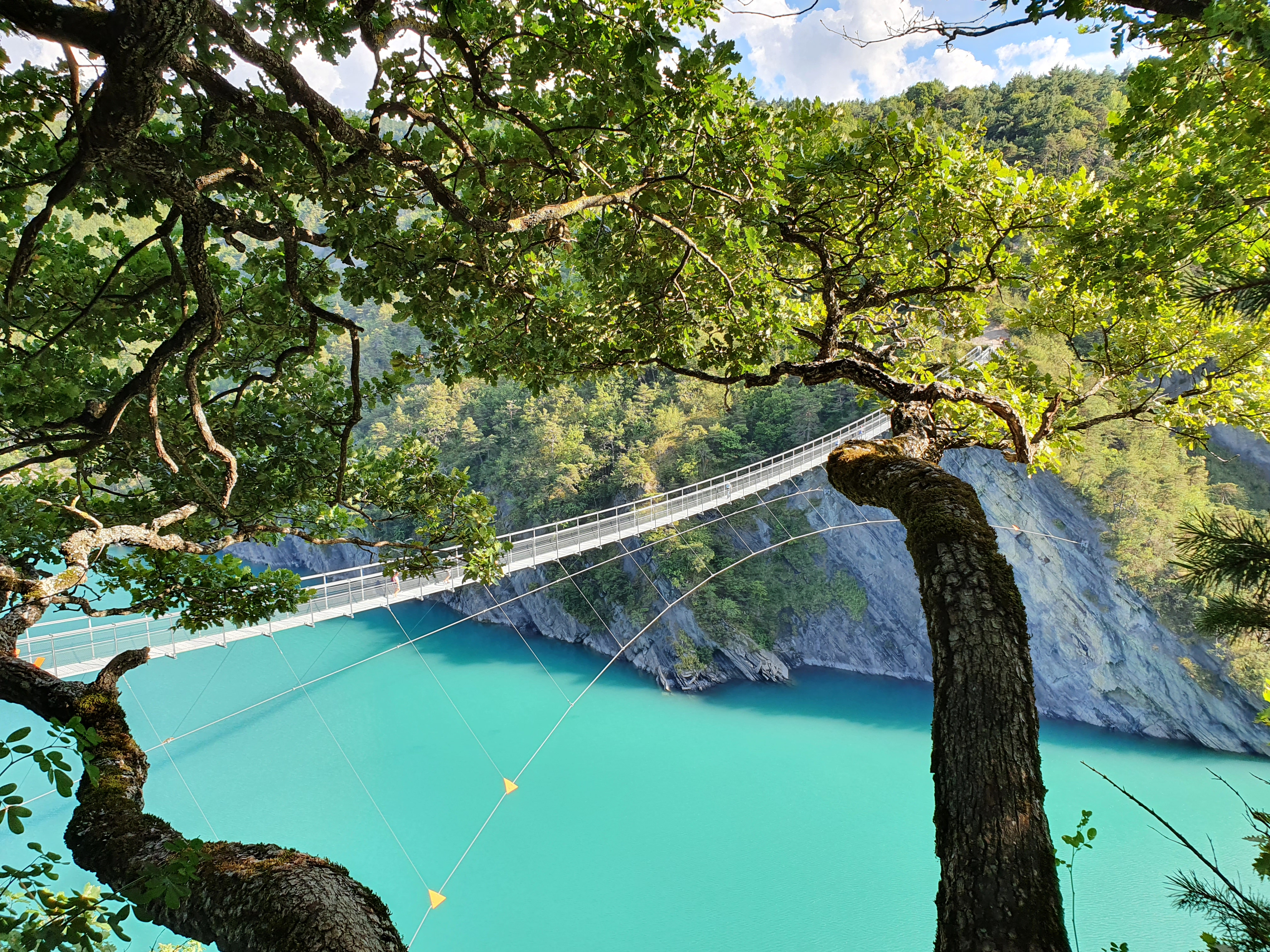
Passerelle himalayenne de l'Ébron sur le lac
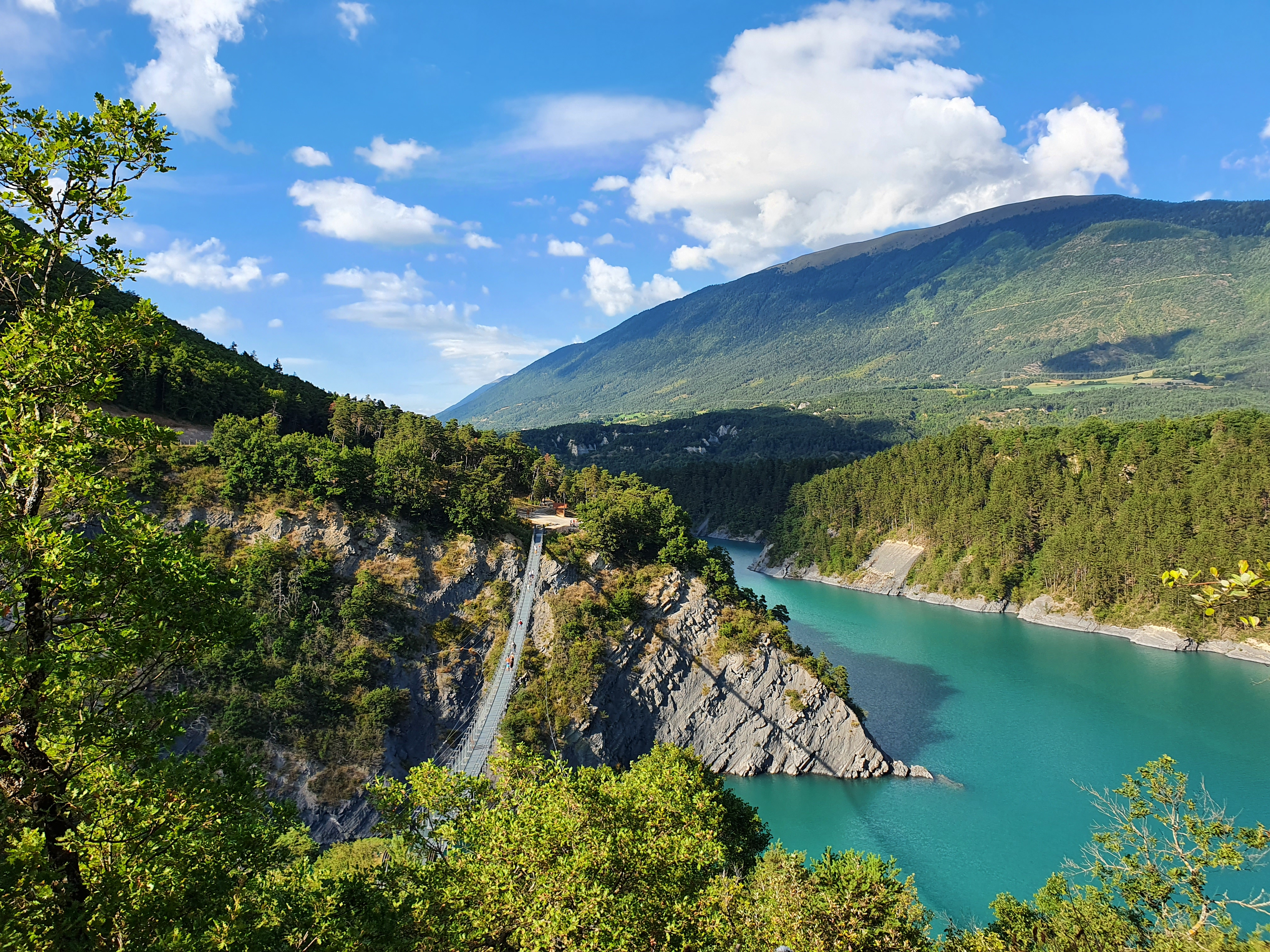
Passerelle de l'Ébron et lac du Monteynard

### Dans la culture
Des scènes du film Buffet froid (1979) de Bertrand Blier ont été tournées sur le pont de Brion et sur un bras du lac.